# Obsjtina Glavinitsa
Obsjtina Glavinitsa (bulgariska: Община Главиница) är en kommun i Bulgarien.   Den ligger i regionen Silistra, i den nordöstra delen av landet, 300 km öster om huvudstaden Sofia.
Obsjtina Glavinitsa delas in i:
- Bogdantsi
- Ditjevo
- Zafirovo
- Zvenimir
- Zebil
- Kalugerene
- Kolarovo
- Listets
- Nozjarevo
- Sokol
- Stefan Karadzja
- Suchodol
- Tjernogor
- Malăk Preslavets
- Dolno Rjachovo
- Zaritsa
- Vălkan
- Padina
- Kosara

Följande samhällen finns i Obsjtina Glavinitsa:
- Glavinitsa

Trakten runt Obsjtina Glavinitsa består till största delen av jordbruksmark. Runt Obsjtina Glavinitsa är det ganska glesbefolkat, med 28 invånare per kvadratkilometer.